# Municipio de Daugherty
El municipio de Daugherty (en inglés: Daugherty Township) es un municipio ubicado en el condado de Beaver en el estado estadounidense de Pensilvania. En el año 2000 tenía una población de 3.441 habitantes y una densidad poblacional de 133.1 personas por km².

## Geografía
El municipio de Daugherty se encuentra ubicado en las coordenadas 40°44′56″N 80°14′55″O / 40.74889, -80.24861.

## Demografía
Según la Oficina del Censo en 2000 los ingresos medios por hogar en la localidad eran de $44,628 y los ingresos medios por familia eran $49,534. Los hombres tenían unos ingresos medios de $33,919 frente a los $24,808 para las mujeres. La renta per cápita para la localidad era de $17,646. Alrededor del 7,4% de la población estaban por debajo del umbral de pobreza.